# Va'aletoa Sualauvi II.
Tui A'ana Tuimalealiifano Va'aleto'a Eti Sualauvi II. (* 29. dubna 1947) je samoanský politik a O le Ao o le Malo (hlava státu) Samoy.

## Životopis
Po získání právnického titulu na Australské národní univerzitě získal diplom z teologie na Teologické univerzitě na Samoi. Stal se učitelem na střední škole a poté hlavním inspektorem policie v Samoa. Tři roky strávil na Novém Zélandu jako policista. Ve věku 30 let zdědil titul Tuimaleali'ifano, což je jeden ze čtyř titulů Tama ʻaiga místní vrchní aristokracie. Během své kariéry právníka byl právním zástupcem a advokátem u Nejvyššího soudu a vedoucí státní zástupce v kanceláři generálního prokurátora. Od roku 1993 do roku 2001 a od roku 2004 do roku 2017 byl členem Poslanecké sněmovny. Je starším jáhnem a laickým kazatelem Kongregační křesťanské církve na Samoi. Kázal také v Austrálii a na Novém Zélandu. Dne 5. července 2017 ho parlament jmenoval novým O le Ao o le Malo, hlavou státu. Přísahal 21. července 2017.